# Zosterops
Zosterops is een geslacht binnen de familie Zosteropidae (brilvogels). Deze familie werd vroeger ook wel opgevat als een subfamilie van de Timalia's. Ook modern onderzoek wijst op plaatsing binnen deze groep. DNA-onderzoek wijst erop dat niet alle Zosterops-soorten dezelfde voorouder hebben. Mogelijk wordt het geslacht ooit gesplitst in een oost- en een westgroep. 

## Kenmerken
Het zijn kleine tropische zangvogels die tussen de 8 tot 15 cm lang zijn. Zij hebben allemaal een opvallende ring van witte veertjes rond het oog.Het geslacht behoort tot de meest soortenrijke binnen de vogels. 

## Verspreiding en leefgebied
Dit geslacht heeft een hele ruime verspreiding van Afrika tot Australië en Oceanië. Veruit de meeste soorten komen voor op eilanden in de Indische Archipel en in de Grote Oceaan (vooral in Melanesië en Micronesië). In totaal telt dit geslacht 113 soorten.

## Soorten

### Soorten in Afrika (plus nabijgelegen eilanden)
- Zosterops abyssinicus – Somalische brilvogel
- Zosterops anderssoni – Zuidelijke Afrikaanse brilvogel
- Zosterops brunneus – Biokobrilvogel
- Zosterops eurycricotus – Kilimanjarobrilvogel
- Zosterops feae – São-Tomébrilvogel
- Zosterops ficedulinus – Principebrilvogel
- Zosterops flavilateralis – Keniaanse brilvogel
- Zosterops griseovirescens – Annobonbrilvogel
- Zosterops kaffensis – Kaffabrilvogel
- Zosterops kasaicus – Angolabrilvogel
- Zosterops kikuyuensis – Kikuyubrilvogel
- Zosterops leucophaeus – Zilverbrilvogel
- Zosterops lugubris – Rouwbrilvogel
- Zosterops mbuluensis – Mbulubrilvogel
- Zosterops melanocephalus – Kameroenbrilvogel
- Zosterops pallidus – Oranjerivierbrilvogel
- Zosterops poliogastrus – Heuglins brilvogel
- Zosterops senegalensis – Noordelijke Afrikaanse brilvogel
- Zosterops silvanus – Taitabrilvogel
- Zosterops socotranus –Socotrabrilvogel
- Zosterops stenocricotus – Bosbrilvogel
- Zosterops stuhlmanni – Groene brilvogel
- Zosterops vaughani – Pembabrilvogel
- Zosterops virens – Kaapse brilvogel
- Zosterops winifredae – Zuid-parebrilvogel

### Soorten op eilanden in de westelijke Indische Oceaan (rondom Madagaskar)
- Zosterops aldabrensis – Aldabrabrilvogel
- Zosterops anjuanensis – Anjouanbrilvogel
- Zosterops borbonicus – Grijze réunionbrilvogel
- Zosterops chloronothos – Olijfgroene mauritiusbrilvogel
- Zosterops comorensis – Mohélibrilvogel
- Zosterops kirki – Grande-Comorebrilvogel
- Zosterops maderaspatanus – Madagaskarbrilvogel
- Zosterops mauritianus – Grijze mauritiusbrilvogel
- Zosterops mayottensis – Mayottebrilvogel
- Zosterops modestus – Mahébrilvogel
- Zosterops mouroniensis – Karthalabrilvogel
- Zosterops olivaceus – Olijfgroene réunionbrilvogel
- Zosterops semiflavus – Mariannebrilvogel

### Soorten uit Azië, Japan en de Filipijnen
- Zosterops auriventer – Humes brilvogel
- Zosterops ceylonensis – Ceylonese brilvogel
- Zosterops erythropleurus – Roodflankbrilvogel
- Zosterops everetti – Everetts brilvogel
- Zosterops japonicus – Zangbrilvogel
- Zosterops meyeni – Luzonbrilvogel
- Zosterops nigrorum – Filipijnse brilvogel
- Zosterops palpebrosus – Indiase brilvogel
- Zosterops simplex – Swinhoes brilvogel

### Soorten uit de Indische Archipel
- Zosterops anomalus – Makassarbrilvogel
- Zosterops atricapilla – Zwartkapbrilvogel
- Zosterops atriceps – Bruinkapbrilvogel
- Zosterops atrifrons – Zwartvoorhoofdbrilvogel
- Zosterops buruensis – Burubrilvogel
- Zosterops chloris – Molukse brilvogel
- Zosterops citrinella – Citroenbrilvogel
- Zosterops consobrinorum – Sulawesibrilvogel
- Zosterops dehaani – Morotaibrilvogel
- Zosterops emiliae – Zwartringbrilvogel
- Zosterops  flavissimus – Wakatobibrilvogel
- Zosterops flavus – Javaanse brilvogel
- Zosterops grayi – Kei-Besarbrilvogel
- Zosterops kuehni – Ambonese brilvogel
- Zosterops melanurus – Soendabrilvogel
- Zosterops meratusensis – Meratusbrilvogel
- Zosterops natalis – Christmaseilandbrilvogel
- Zosterops nehrkorni – Sangirbrilvogel
- Zosterops paruhbesar – Wangi-wangibrilvogel
- Zosterops somadikartai – Togianbrilvogel
- Zosterops stalkeri – Cerambrilvogel
- Zosterops uropygialis – Kei-Kecilbrilvogel

### Soorten uit Australië en Nieuw-Zeeland
- Zosterops lateralis – Grijsrugbrilvogel
- Zosterops luteus – Mangrovebrilvogel
- Zosterops strenuus – Lord-Howebrilvogel

### Soorten uit Oceanië (Nieuw-Guinea en eilanden in de Grote Oceaan)
- Zosterops albogularis – Norfolkbrilvogel
- Zosterops chrysolaemus – Kleine zwartvoorhoofdbrilvogel
- Zosterops conspicillatus – Marianenbrilvogel
- Zosterops crookshanki – Crookshanks brilvogel
- Zosterops explorator – Fijibrilvogel
- Zosterops finschii – Palaubrilvogel
- Zosterops flavifrons – Vanuatubrilvogel
- Zosterops fuscicapilla – Arfakbrilvogel
- Zosterops gibbsi – Vanikorobrilvogel
- Zosterops griseotinctus – Louisiadenbrilvogel
- Zosterops hamlini – Bougainvillebrilvogel
- Zosterops hypolais – Effen brilvogel
- Zosterops hypoxanthus – Bismarckbrilvogel
- Zosterops inornatus – Grote lifubrilvogel
- Zosterops kulambangrae – Salomonsbrilvogel
- Zosterops lacertosus – Sanfords brilvogel
- Zosterops luteirostris – Gizobrilvogel
- Zosterops meeki – Tagulabrilvogel
- Zosterops metcalfii – Geelkeelbrilvogel
- Zosterops minor – Kleine groenvoorhoofdbrilvogel
- Zosterops minutus – Kleine lifubrilvogel
- Zosterops murphyi – Murphy's brilvogel
- Zosterops mysorensis – Biakbrilvogel
- Zosterops novaeguineae – Papoeabrilvogel
- Zosterops oblitus – Guadalcanalbrilvogel
- Zosterops oleagineus –  Yapbrilvogel
- Zosterops ponapensis – Ponapébrilvogel
- Zosterops rendovae – Makirabrilvogel
- Zosterops rennellianus – Rennellbrilvogel
- Zosterops rotensis – Rotabrilvogel
- Zosterops samoensis – Savaibrilvogel
- Zosterops sanctaecrucis – Nendöbrilvogel
- Zosterops semperi – Sempers brilvogel
- Zosterops splendidus – Ganongabrilvogel
- Zosterops stresemanni – Malaitabrilvogel
- Zosterops superciliosus – Woodfords brilvogel
- Zosterops tenuirostris – Dunsnavelbrilvogel
- Zosterops tetiparius – Zwartoogbrilvogel
- Zosterops vellalavella – Vella-Lavellabrilvogel
- Zosterops xanthochroa – Groenrugbrilvogel
- Zosterops cinereus – Kusaiebrilvogel